# Joan Pedrero i Garcia
Joan Pedrero i Garcia   (Canet de Mar, 27 de febrer de 1978) és un pilot de motociclisme català que ha destacat en competicions d'enduro i raids, havent obtingut importants resultats en competicions internacionals d'enduro fins al 2007 i essent des del 2009, un cop passat als raids, un dels principals protagonistes del Ral·li Dakar i proves similars.
A 1 de febrer de 2014

## Resum biogràfic
Pedrero s'introduí al món de les dues rodes tot corrent amb bicicleta pel seu poble, Canet de Mar, on practicava pels carrers fins que va passar a competir en curses de BMX. El fet de ficar-se per les rampes i fer trucs arriscats amb la bicicleta el feu guanyar una excel·lent forma física. A onze anys ja li agafava d'amagat la moto al seu germà gran, Agustí -qui competia aleshores en enduro-, i la conduïa pel bosc. En una d'aquestes escapades va caure i es va trencar el nas i el turmell. Un cop recuperat, buscà la seva primera feina d'estiu per a poder estalviar i comprar-se la primera moto, una Suzuki 125cc de 1991, amb la qual debutà al Circuit de Bellpuig. Tot seguit, Pedrero entrà a l'equip del seu germà i començà a destacar per la seva bona forma física. El 1994 es comprà una Honda 125cc amb la qual s'entrenà fins que, el 1998, disputà la seva primera cursa amb una Kawasaki 125cc (concretament, al circuit de Fonollosa). Aquell any acabà quart al Campionat de Catalunya de motocròs. El 1999 competí amb una Honda 250cc amb molts bons resultats, començant a obtenir alguns patrocinadors.

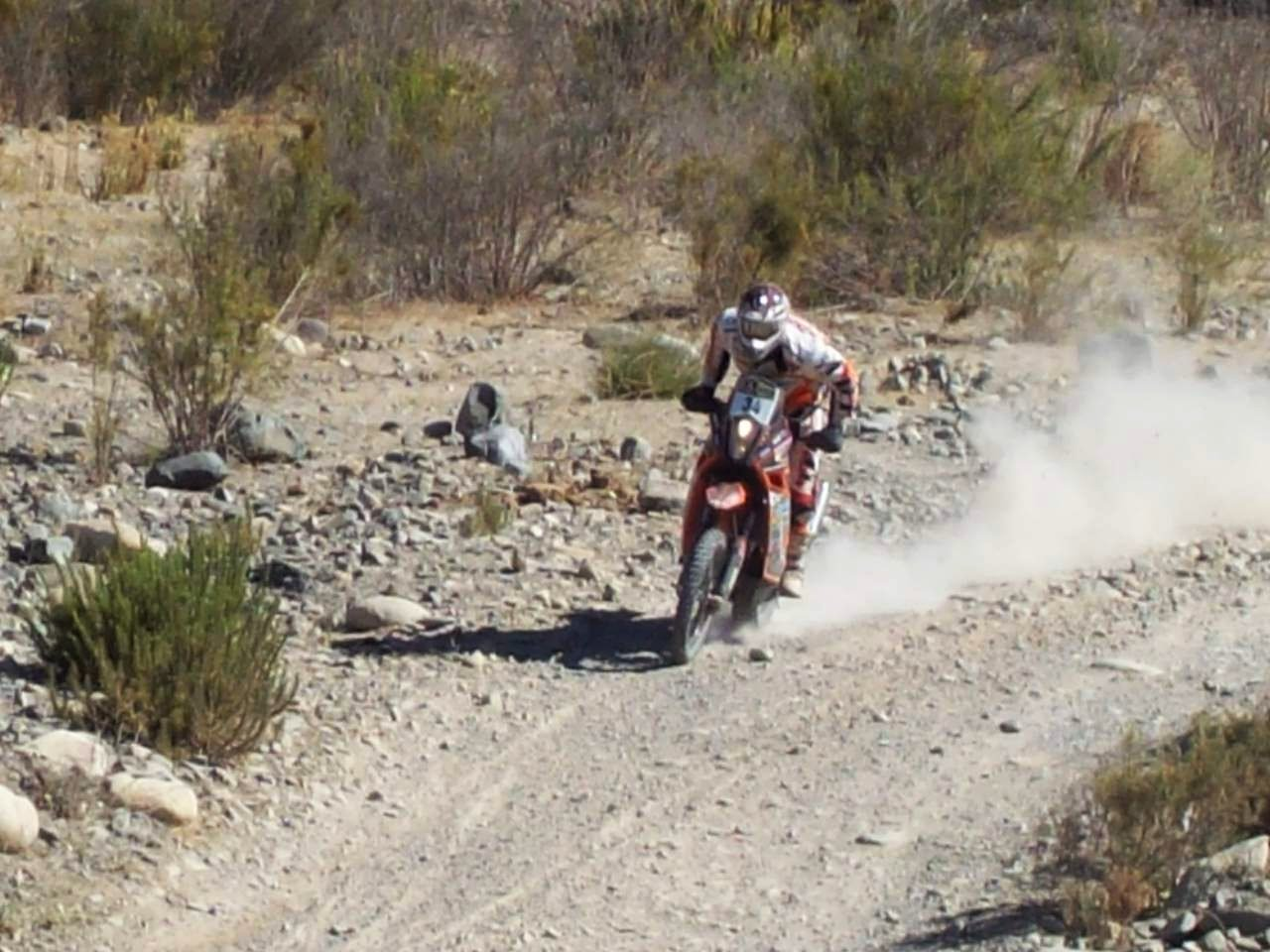
Pedrero al Ral·li Dakar del 2010

Al cap d'uns anys, Motos Impala va començar a ajudar-lo i decidí passar a l'enduro. El 2004, encara amb el suport d'Impala, el fitxà Sherco i va participar en el Campionat del Món d'enduro durant dos anys. Més endavant, fitxà per Honda Motorgas i arribà a anar segon del Campionat d'Espanya fins que es va lesionar un peu. Tot seguit, va entrar a l'equip Yamaha d'Oriol Pons, amb el qual participà en algunes curses del mundial fins que va patir una important lesió de genoll a Sitges. Un cop recuperat, decidí de provar sort al Ral·li Dakar, però el gener del 2008 l'organització comunicà l'anul·lació de la prova. El 2009, amb el Ral·li Dakar traslladat definitivament a Sud-amèrica, va poder-hi debutar amb una KTM i, tot i la mala sort de patir una avaria el primer dia que li suposà onze hores d'endarreriment, hi va quedar el 42è a la general.
El 2010 tornà a participar-hi patrocinat per l'empresari canetenc Joan Ignasi Soler, aconseguint un desè lloc final, cosa que el convertia en el primer català i el primer pilot amateur. Gràcies a aquest gran resultat, Marc Coma hi contactà i li oferí d'incorporar-se a l'equip 1Forall KTM, esdevenint així pilot professional. Aquell mateix any va deixar l'empresa familiar (on treballava com a xofer de camió i amb maquinària diversa), per a dedicar-se exclusivament a preparar-se físicament i esportiva.
Durant el Dakar 2011 va fer una gran actuació tot treballant al costat de Marc Coma i aconseguí acabar en cinquè lloc de la general. A la següent edició de la cursa s'hagué de retirar per ruptura de motor mentre hi anava el setè, però a l'any següent, 2013, tornà a acabar el cinquè (després d'aconseguir posicions de podi en cinc etapes), esdevenint el millor català classificat.
De cara al Dakar del 2014, Pedrero ha fitxat per Sherco per tal de ser el motxiller d'Alain Duclos.

## Palmarès
- 2004[4]
  - Subcampió d'Espanya d'enduro en categoria júnior
  - Subcampió al Campionat d'Espanya d'enduro per Autonomías
- 2006[4]
  - Subcampió de Portugal d'enduro "scratch" i d'enduro II
- 2007[4]
  - 9è al Campionat del Món d'enduro en categoria E3 (Guanyador de l'Enduro Xtrem)
  - Subcampió d'Espanya d'enduro en categoria E3 i 13è scratch (quedà 4t en categoria E3 i 10è scratch en la primera prova que hi disputà)
- 2009[4]
  - 42è al Ral·li Dakar
  - 3r a la Baja España-Aragón
- 2010[4]
  - 10è al Ral·li Dakar
  - Segon a la Baja España-Aragón
- 2011[4]
  - 5è al Ral·li Dakar
  - 4t al Ral·li dos Sertoes
- 2012[4]

- - 7è al Campionat d'Espanya d'enduro E3

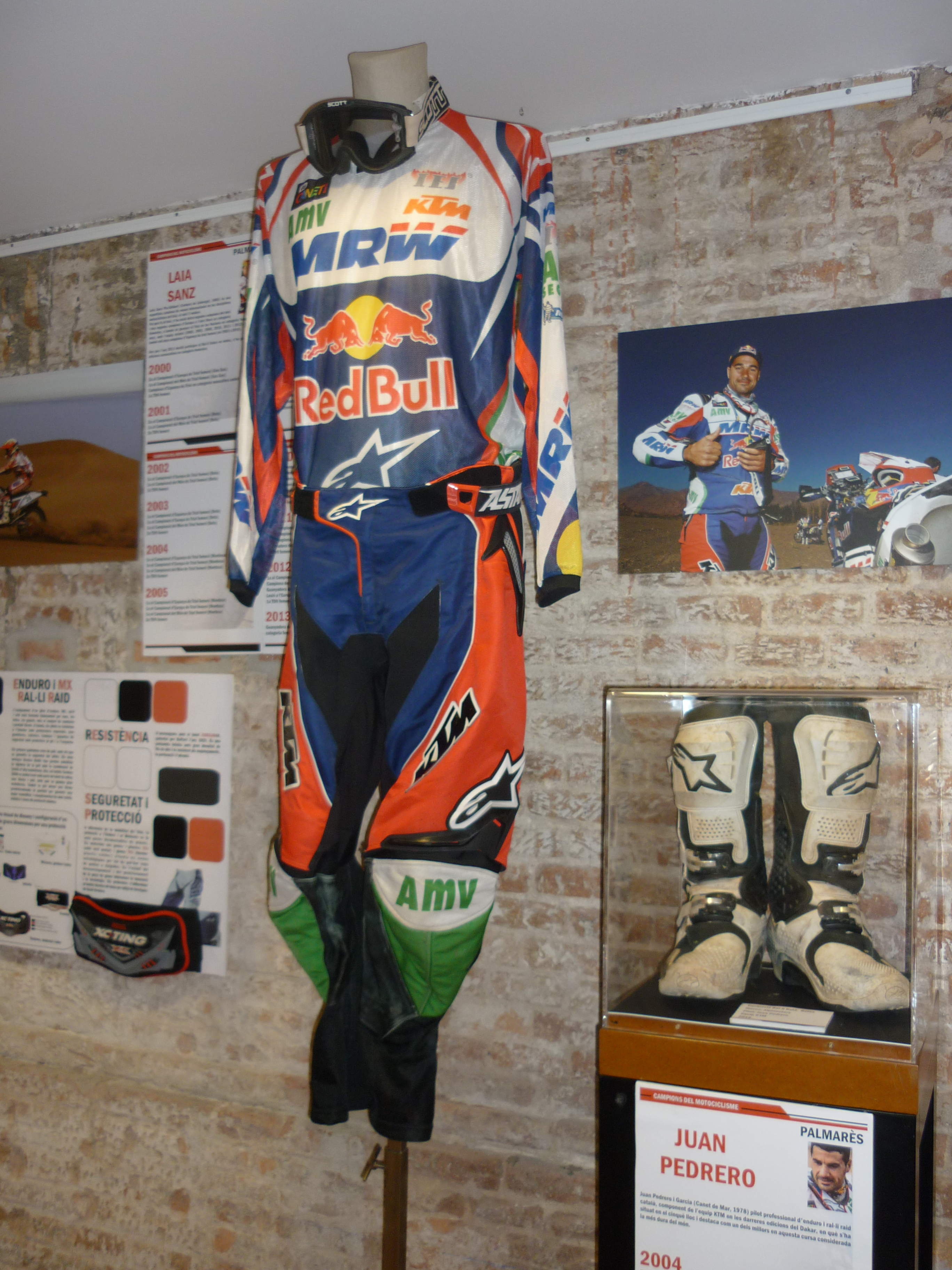
L'equipament que portava el 2012

  - 6è al Ral·li de Sardenya (puntuable per al campionat del món)
  - 8è al Ral·li del Marroc (puntuable per al campionat del món)
  - Retirada per ruptura de motor al Ral·li Dakar mentre hi anava el setè
- 2013[4]
  - 5è al Ral·li Dakar (el millor català classificat), amb 5 podis d'etapa
  - 3r al Ral·li de Sardenya (campionat del món), amb 6 podis d'etapa
  - 3r a la Transanatolia (Turquia), amb 13 etapes guanyades de 19
- 2014
  - 21è al Ral·li Dakar